# Лёвиль-сюр-Орж
Лёви́ль-сюр-Орж (фр. Leuville-sur-Orge) — коммуна департамента Эсон, Франция.

## История
Замок Лёвиль-сюр-Орж (пять гектаров земли и охотничий домик, который будет называться «замком») был приобретён представителями «меньшевистского» правительства Грузии 24 июня 1922 года на средства казны грузинского государства, вывезенной ими в эмиграцию. В этом здании после советизации Грузии располагалось правительство Грузинской демократической республики в изгнании.
Тридцать изгнанников будут жить, деля десятки квартир и общую комнату — большую гостиную. Чтобы выжить, эмигранты обрабатывают свою землю. Свидетельства того времени показывают, как президент Жордания и члены его правительства работают в саду. Они выращивают местные овощи, а также грузинские: красная фасоль, заготавливают соленья и т. д.
26 мая 2011 года, ко Дню независимости Грузии, правительство Франции решило вернуть исторический замок Лёвиль-сюр-Орж правительству Грузии. С французской стороны документ подписала управляющая Левильской грузинской усадьбой, председатель ассоциации «Грузинский очаг», внучка председателя правительства Грузинской демократической республики Ноя Жордания, госпожа Ирэн Цицишвили, от грузинского правительства — бывший госминистр по делам диаспоры Папуна Давитая. Документы о передаче имущества Грузии были подписаны в 2016 году, с 2017 года в здании велись ремонтные работы планировавшиеся к завершению в 2024 году.

## Достопримечательности

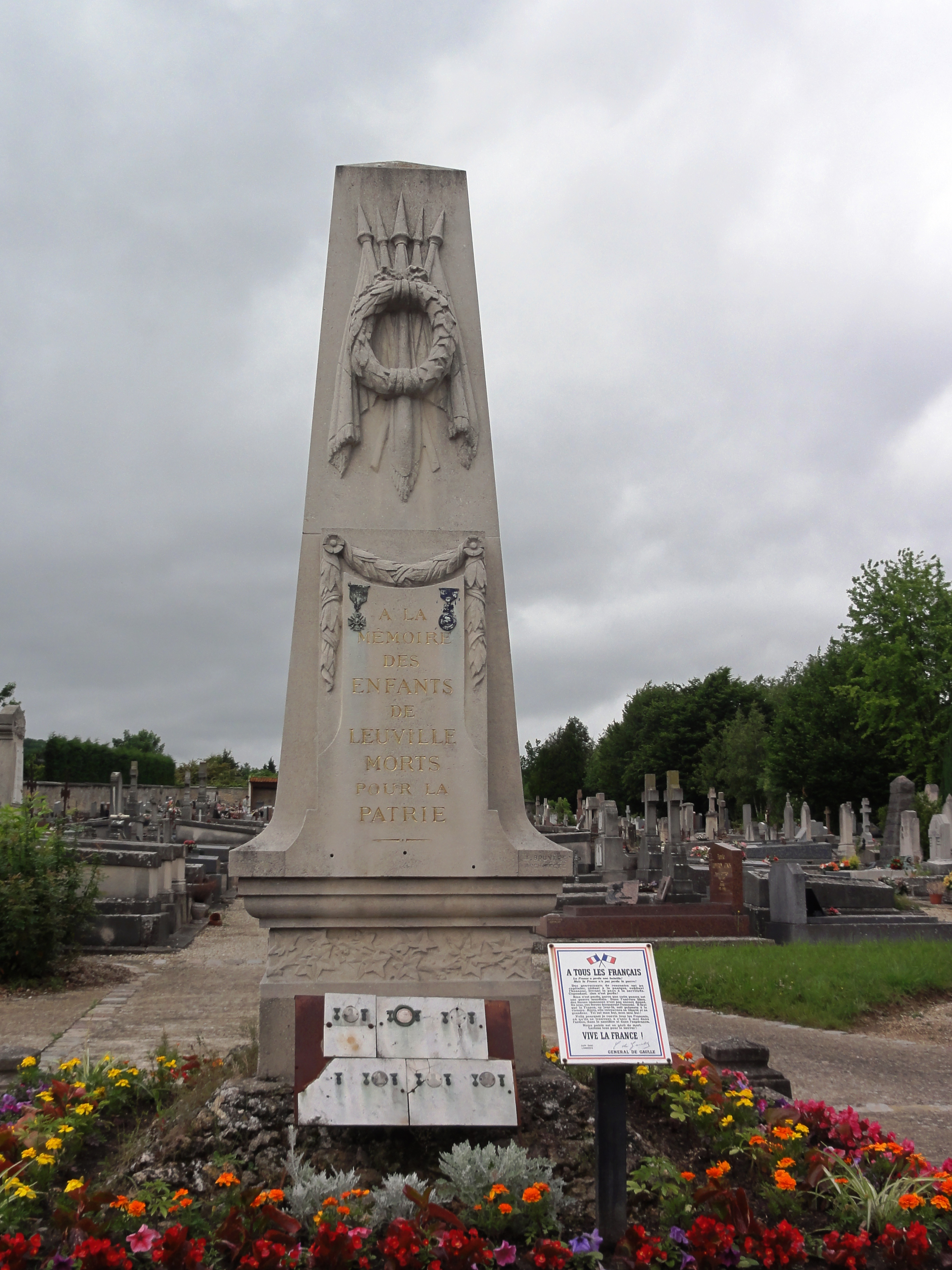
Лёвильское кладбище

Лёвильское кладбище. На кладбище похоронены многие видные политические деятели грузинской истории (резиденция представителей грузинской эмиграции находилась в Лёвиль-сюр-Орже): Ражден Арсенидзе, Константин Гварджаладзе, Евгений Гегечкори, Илья Зданевич, Акакий Чхенкели, Какуца Чолокашвили (23 ноября 2005 года перезахоронен в Мтацминдском пантеоне), Ной Рамишвили, Григол Робакидзе, Калистрат Салия, Ираклий Церетели, Михаил Церетели, Ной Жордания и др.. На могиле Николоза Дадиани (1879—1939) высечена эпитафия: «Даже кости думают о Грузии»